# Георгиос Мануил
Георгиос Мануил или Емануил (на гръцки: Γεώργιος Μανουήλ, Εμμανουήλ) е виден гръцки зограф от края на XVIII - началото на XIХ век.

## Биография
Роден е в македонската паланка Селица (днес Ератира, Гърция), Сятищко около 1780 година. Учи иконопис на Света гора. Обучава и сина си Мануил Георгиу. Първите му регистрирани икони са от 1804 година, в Ератирския манастир „Свети Атанасий“, където според други предположения е учил. В манастира „Свети Йоан Предтеча“ край Бер две от царските икони - на Света Богородица и на Свети Йоан Предтеча - с изключително високо качество и датиращи от 1808 година, показват неговия собствен стил.
Негово дело е иконата „Свети Киприян“ от 1812 година от Домовищкия манастир „Света Параскева“. В 1815 година изписва царските икони за иконостаса в „Света Петка“ във Въдрища, Ениджевардарско. 
В 1817 година, заедно с баджанака си поп Зикос, рисува царските икони в Бунаския манастир край Гревена. В 1816 - 1825 година е вероятно зограф в „Свети Никанор“ в Селица. Негови са и иконите „Света Троица“ (1821, неподписана) и „Успение Богородично“ в църквата „Успение Богородично“ в Кожани. В 1821 година рисува иконите и иконостаса в манастира „Света Богородица“ в Сисани. Иконостасът на външната църква Свети Йоан в Ератира е в същия стил.  Негови дела има в храма „Свети Атанасий“ в Аксиокастро (1824) и в „Свети Атанасий“ в Цотили.
В 1835 година изписва със сина си Мануил притвора на Завордския манастир „Свети Никанор“ със сцени от живота на Свети Никанор и светци, почитани в Охридската архиепископия. Изписва и параклиса „Свети Архангели“ на аскетария. В манастира оставят подпис „διά χειρός Γεωργίου Ζωγράφου και υιού αυτού εκ Σελίτζης“.
От 1838 до 1843 година пак заедно със сина си Мануил работи в Негушко. Негово дело е иконата „Успение Богородично“ в „Успение Богородично“ в Негуш от 1838 година, надписана „Δια συνδρομής και δαπάνης των τιμιωτάτων Ζευγραραδων εκ της αυτής πόλεως Ναούσης εις μνημόσυνόν των. χερ. Γεωρ. Εκ Σελίτζης 1838“. В 1843 година двамата изписват храма „Свети Николай“ в берското село Жервохор. Напълно сходен по палеографските си особености с надписа в Жервохор е този на храма „Свети Безсребреници“ в съседното Ниси, очевидно дело на двамата селишки зографи. Двамата работят и в Добърския манастир, в Гида и във Въдрища.
В 1845 година в митрополитската църква „Свети Димитър“ в Битоля те изписват входа, а в 1846 година изписват иконите на иконостаса, който също така позлатяват.
Стотици негови произведения са запазени в повечето църкви в Ератира. В 1853 - 1854 година Георгиос и Мануил отново посещават Света Гора. През 1854 година синът му Мануил изписва пронартекса в католикона на Великата лавра, като го подписва „Мануил Георгиу от село Селица“ (Μανουήλ Γεωργίου εκ χώρας Σελίτζης). Мануил работи като иконописец поне до 1866 година.
- Ктиторският надпис в „Свети Николай“ в Жервохор, 1843 г.
- Ктиторският надпис в „Свети Безсребреници“ в Ниси, след 1840 г.